# فرانشيسكو كالزونا
فرانشيسكو كالزونا (بالإيطالية: Francesco Calzona)‏ (مواليد 24 أكتوبر 1968) هو مدرب كرة قدم إيطالي ولاعب سابق. لعب سابقاً كلاعب وسط لصالح نادي أريتسو بالدوري الإيطالي الدرجة الثانية موسم 1956-87 ولعب 3 مباريات دون أن يحرز أي هدف.
```
وبعدها اعتزل اللعب وتوجه للتدريب منذ العام 2008.
```

يشغل حالياً منصب المدير الفني لمنتخب سلوفاكيا لكرة القدم.

## وصلات خارجية
- فرانشيسكو كالزونا على موقع قاعدة بيانات كرة القدم.إي يو (الإنجليزية)
- فرانشيسكو كالزونا على موقع Soccerway.com (الإنجليزية)
- فرانشيسكو كالزونا على موقع عالم كرة القدم.نت (الإنجليزية)